# Dicaulocephalus feae
Dicaulocephalus feae är en skalbaggsart som beskrevs av Raffaello Gestro 1888. Dicaulocephalus feae ingår i släktet Dicaulocephalus och familjen Rutelidae. Inga underarter finns listade i Catalogue of Life.